# Claude Alphandéry
Pour les articles homonymes, voir Alphandéry.
Claude Alphandéry, né le 27 novembre 1922 à Paris où il est mort le 25 mars 2024, est un résistant, banquier et économiste français.
Il est fondateur de France Active et président honoraire du Conseil national de l'insertion par l'activité économique, puis fondateur et président d'honneur du Laboratoire de l'économie sociale et solidaire.

## Biographie

### Origine
Claude Alphandéry est né à Paris le 27 novembre 1922, de Marie-Blanche Alphandéry, née Deneux, médecin et présidente d'une société immobilière, et de Claude Alphandéry, trésorier-payeur général. Il est issu d'une famille aisée juive de tradition républicaine,.
Ses parents se séparent lorsqu'il a trois ans. Il n'a jamais vécu avec son père, mais fréquente ses grands-parents paternels, très engagés politiquement. Sa grand-mère est très impliquée dans sa section de la Ligue des droits de l’homme. Son grand-père, Georges Lévy-Alphandéry, est député français radical-socialiste de la Haute-Marne de 1924 à 1940, maire et conseiller général de Chaumont,, et directeur du quotidien Le Petit Haut Marnais.

### Un jeune résistant
En 1936, à l'âge de 13 ans, il participe à la campagne du Front populaire.
Claude Alphandéry réalise des études secondaires au lycée Carnot, une hypokhâgne à Bordeaux de 1939 à 1940 et un passage à Aix-en-Provence.
Il s’engage en automne 1941 dans des actions de résistance intérieure alors qu'il est étudiant en hypokhâgne au lycée du Parc à Lyon entre 1941 et 1942. Il assure notamment le transport et la distribution de documents et de tracts clandestins,. Notamment de Libération-Sud, publié par le réseau de résistance d'Emmanuel d'Astier de La Vigerie, qui deviendra l'actuel Libération.
À l'hiver 1942, il est dénoncé pour ses relations avec une réfugiée juive allemande, il abandonne ses études. En poste de professeur auxiliaire à l'institut religieux de Saint-Louis de Gonzague à Roanne, il est dénoncé par un religieux, il entre alors dans la clandestinité début 1943,. Il devient lieutenant-colonel dans les Forces françaises de l’intérieur (FFI), puis chef des Mouvements unis de la Résistance (MUR) de l'Ardèche en mai-juin 1943.
À l'automne 1943, Claude Alphandéry est poursuivi par la Gestapo, il devient alors responsable du Mouvement de Libération Nationale (MLN) et président du comité départemental de libération (CDL) de la Drôme,,.
La Drôme est libérée depuis le 1er septembre 1944.
Il démissionne du CDL en décembre 1944.

### Haut fonctionnaire et militant communiste
Il devient membre du Parti communiste français (PCF) en 1945. Il milite au Mouvement de la paix et contribue à la revue Économie & Politique.
De sa volonté, et grâce au ministre de l'Information Pierre-Henri Teitgen, il est affecté en octobre 1945 comme attaché de presse à l'ambassade de France à Moscou, avant de rentrer en France comme élève de la 2e promotion de la nouvelle École nationale d'administration en mai 1946. Il démissionne et retourne en Russie pour fonder un hebdomadaire en langue française et retrouver une jeune femme russe dont il est amoureux, mais l’aventure tourne court.
Il retente et réussit une seconde fois le concours de l’ENA. Il intègre la fonction publique à la direction du Trésor, puis au titre de haut fonctionnaire des Études économiques et financières au ministère des Finances jusqu'en 1960.
Il devient expert économique auprès de l'Organisation des Nations unies à New York. Cette brève expérience nourrira sa réflexion sur la société de consommation, dont l'opulence cache de profondes inégalités de répartition des richesses, tant du point de vue des individus que des États-nations. Il écrit alors le livre L'Amérique est-elle trop riche ?,.
Il quitte brutalement le PCF en 1956 à la suite d'un différend avec Maurice Thorez lors du 20e congrès du Parti communiste soviétique et de la parution du rapport de Nikita Khrouchtchev sur le culte de la personnalité et les dérives du stalinisme relative à la paupérisation de la classe ouvrière,.

### Chef d'entreprise engagé à gauche
En 1960, Claude Alphandéry réalise une activité professionnelle dans l'immobilier, à l'Immobilière Construction de Paris (ICT) puis participe à la fondation de la Banque de construction et des travaux publics (BCT), dont il est le président de 1964 à 1980,,. Il y développe les prêts hypothécaires sur vingt ans qui hisse l'établissement comme première banque de crédit aux acquéreurs de logements.
Il préside de 1969 à 1975 la commission de l’habitat au Commissariat général du Plan,.
Il participe au débat public, en tant qu'animateur d’un cercle de réflexion, le club Jean-Moulin (1959-1965), ou dans les années 1970 au sein du club Échanges et projets, fondé par Jacques Delors et animé par Jean-Baptiste de Foucauld.
Avec deux autres chefs d’entreprises, Jean Riboud et Gilbert Trigano, il signe un appel en faveur du candidat socialiste pour l'élection présidentielle de 1974, celle de François Mitterrand alors que sa principale mesure est la nationalisation des principales banques françaises. L'élection de Valéry Giscard d’Estaing scelle son destin dans la finance. À la suite d’une fronde d'actionnaires de la BCT, il doit licencier et est révoqué des instances bancaires françaises. En 1979, la BCT est racheté par le groupe américain Midland Bank.
En 1974, il adhère au Parti socialiste, où il est proche de Michel Rocard. Il fait partie du groupe d’experts chargé de la politique économique au PS avec Michel Rocard et Laurent Fabius.
En 1978 François Mitterrand, alors premier secrétaire du Parti socialiste, lui confie un audit sur le cabinet conseil Urba. Dans son rapport, Claude Alphandéry, revèle au sein du cabinet Urba, qui deviendra l'affaire Urba en 1987, un système d’emplois fictifs — pratiqué à l’époque par tous les partis pour le financement de la vie politique — d'une cinquantaine de socialistes ainsi que de jeunes femmes non adhérentes très proches de certains dirigeants socialistes. François Mitterrand enterre le rapport et garde une rancune tenace envers Claude Alphandéry.
En 1978, durant l’actualisation du programme commun entre le PCF et le PS, il s’oppose à François Mitterrand concernant le programme économique des communistes qu’il juge « dangereux ». Il s'éloigne alors des positions économiques de François Mitterrand et signe la motion concurrente de Mauroy-Rocard au congrès de Metz en 1979. Il accuse dans un article assassin paru dans Le Monde du 24 mai 1980, celui qui deviendra président de la république en mai 1981, de « démagogie », ce qui exclut pour lui toute possibilité de responsabilité sous la présidence Mitterand.

### Initiateur de l’économie sociale et solidaire
Au début des années 1980, Claude Alphandéry est repéré parmi les salariés de la Caisse des dépôts et consignations pour conduire une mission sur le développement local et la lutte contre les exclusions. C’est ainsi qu’en 1988 il est amené à créer, présider et développer l’association France Active, qui soutient et finance les initiatives économiques créatrices d’emplois et génératrices de solidarité,, et dont il est depuis le président d’honneur.
En 1982, il co-fonde la société d'investissement Communication et Participation avec Patrick Peugeot, Martine Bidegain et Antoine Riboud qui accompagne le développement du quotidien Libération,. Il en a été le président.
En 1991, il devient président du Conseil national de l’insertion par l'activité économique et le restera jusqu'en 2009. Il y compare son combat contre le libéralisme à la résistance contre l’occupant nazi.
En 2006, avec Edmond Maire, ancien secrétaire général de la Confédération française démocratique du travail, il est à l'origine d’un « manifeste pour une économie solidaire ».
Il est président de l'Association SOL, créée en janvier 2007, qui rassemble l'ensemble des acteurs de la monnaie complémentaire Sol.
Considéré comme le porte-flambeau de l’économie sociale et solidaire (ESS), à 89 ans, Claude Alphandéry continue d’initier de nombreuses actions pour promouvoir cette économie qui place l’être humain avant le profit. En juin 2011, avec son ami Stéphane Hessel, il rassemble 10 000 personnes au palais Brongniart à Paris pour promouvoir l’ESS. Rassemblement qui aboutit à la création du Labo de l’ESS, think tank français de promotion de l'ESS au niveau national et européen, qu’il préside durant quatre ans,.

### Dernières années

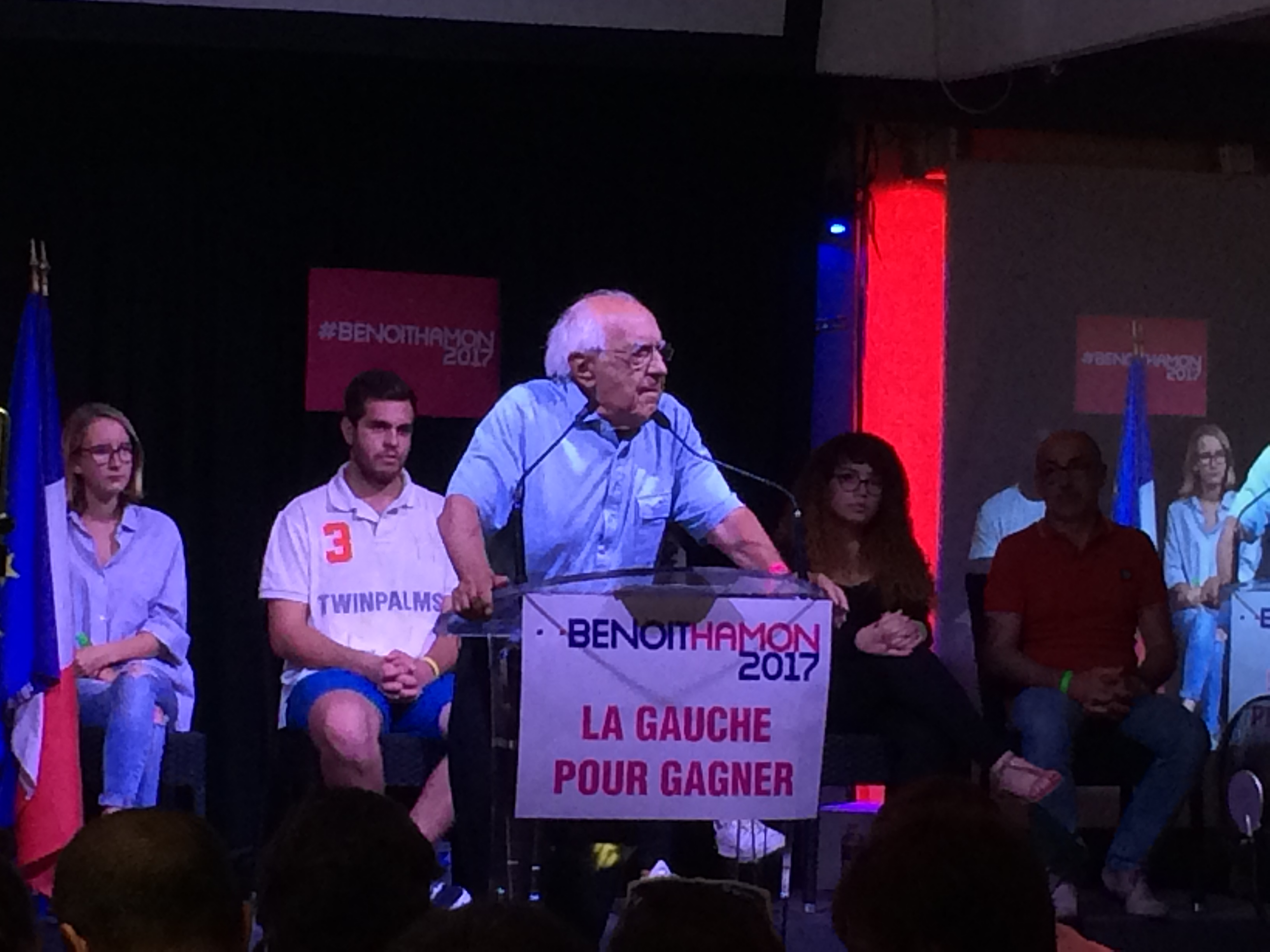
Claude Alphandéry ouvrant le meeting de Benoît Hamon à Saint-Denis (2016).

Il participe, en mars 2012, à la constitution du Collectif Roosevelt qui plaide pour une relance de l'économie française, par des réformes économiques et sociales, dont certaines s'inspirent directement du New Deal de Franklin Delano Roosevelt.
Le 13 mai 2020, il participe avec une vingtaine de personnalités à la création du Conseil national de la nouvelle résistance et en devient président d'honneur au côté d'Anne Beaumanoir.
Lors de l'élection présidentielle de 2022, il appelle à voter pour Jean-Luc Mélenchon.
Il meurt le 25 mars 2024 dans le 15e arrondissement de Paris à l'âge de 101 ans.

### Vie privée
Claude Alphandéry épouse en 1950 Nicole Bernheim, psychanalyste (décédée en 2010 à 88 ans), avec laquelle il a deux enfants : le sociologue du monde agricole Pierre Alphandéry, et l'expert en agriculture et alimentation durables Marc Alphandéry,.
Il est proche du « mendésisme ».

## Décorations
- 2000 :  Grand officier de la Légion d'honneur[15]
- 2013 :  Grand-croix de l'ordre national du Mérite[16]
- 1947 :  Médaille de la Résistance française[17]

## Publications
- L'Amérique est-elle trop riche ?, Paris, Calmann-Lévy, 1960,
- Pour une politique du logement, Paris, éditions du Seuil, 1965,
- Les Prêts hypothécaires et leur marché, Paris, Presses universitaires de France, coll. « Que sais-je ? », no 1326, 1976,
- Les Structures d'insertion par l'activité économique, Paris, La Documentation française, 1990,
- Insertion sociale et économie, Paris, La Documentation française, 1993,
- Vivre et résister, Paris, Descartes & Cie, 1999,
- De la galère à l'entreprise, pour de nouvelles formes de financement solidaire, Paris, Éditions Charles Léopold Mayer, 2002, 117 p. (ISBN 2-84377-057-2, lire en ligne),
- Une si vive résistance, Paris, Rue de l'échiquier, 2011[4],
- Une famille engagée : secrets et transmission, Paris, éditions Odile Jacob, 2015, 105 p.  (ISBN 978-2-7381-3350-2).

### Ouvrages collectifs
- Nationaliser l'État, Paris, Seuil, 1968,
- « Résistons ensemble, pour que renaissent les jours heureux » [PDF], sur massot.com, Massot Éditions, 2020 (ISBN 9782380352726, consulté le 20 juin 2020), p. 15-20.

### Préface
- Nathalie Calmé, Économie fraternelle et finance éthique : l'expérience de la NEF, préfaces de Claude Alphandéry et de Jean-Marc de Boni, postface de Bernard Ginisty, Gap, Éditions Y. Michel, coll. « Économie », 2012, 300 p.  (ISBN 978-2-36429-027-3).